# Herschel Heights
Herschel Heights är en kulle i Antarktis. Den ligger i Västantarktis. Argentina, Chile och Storbritannien gör anspråk på området. Toppen på Herschel Heights är 510 meter över havet.
Terrängen runt Herschel Heights är huvudsakligen platt, men österut är den kuperad. Terrängen runt Herschel Heights sluttar söderut. Trakten är obefolkad. Det finns inga samhällen i närheten.